# Hypixel
Hypixel er et mini spil platform til Minecraft, udgivet i en 'beta-version' 13. april 2013 på en Minecraft-server af Simon "Hypixel" Collins-Laflamme og Philippe Touchette. Det administreres og drives af Hypixel Inc. Man kan blandt andet spille skywars, skyblock, bedwars, bygge konkurrencer og meget, meget mere

## historie
Hypixel-serveren blev udgivet i beta den 13. april 2013 af Simon Collins-Laflamme og Philippe Touchette. Serveren administreres og drives af Hypixel Inc.  De to skabte oprindeligt Minecraft udforske maps sammen  og uploadede trailere til deres YouTube- kanal. Hypixel-serveren blev oprettet for at spille og yderligere fremvise disse kort. Minispil blev oprindeligt skabt til, at brugere kunne spille på, mens de ventede på andre spillere,  men selve minispillene vandt popularitet på egen hånd og blev serverens hovedidentitet, og indsatsen fra Hypixel blev sat i retning af nyt serverindhold i stedet for at lave andre Minecraftkort og spil.
Hypixel Inc., Hypixels vedligeholder,  blev registreret som et canadisk selskab under navnet "8414483 Canada Inc" den 23. januar 2013. Dets navn blev derefter ændret til "Hypixel Inc." den 2. februar 2015.
I 2015 blev det afsløret, at serveren kostede omkring $100.000 om måneden at vedligeholde.
Fra april 2021 når serveren regelmæssigt ud til over 150.000 samtidige spillere , og toppede med over 216.000 den 16. april.  Den 21. december 2016 nåede Hypixel 10 millioner unikke spillere i alt,  og havde nået 14,1 millioner unikke spillere på det tidspunkt , hvor Hytale blev annonceret den 13. december 2018.  Serveren nåede 18 millioner unikke spillere i april 2020, ifølge et tweet fra serverejeren.  Fra september 2015 tiltrækker Hypixel 1,9 millioner spillere hver måned.

### Hypixel Kina
I maj 2017 samarbejdede Hypixel med NetEase , udgiveren af Minecraft China , for at frigive en version af Hypixel i Kina, nogle gange kendt som "Chypixel".  Denne separate version af Minecraft og Hypixel Minecraft-serveren ville blive drevet og oversat af NetEase, som en del af deres partnerskab.
Den 13. april 2020, på grund af udløbet af deres aftale, annoncerede NetEase, at den kinesiske version af serveren ville lukke ned den 30. juni 2020.

### Angreb
Omkring april 2018 begyndte Hypixel at bruge Cloudflare Spectrum som en DDoS- beskyttelse efter at være blevet offer for flere angreb hostet af Mirai , en malware , mod serveren.
Den 18. juni 2021 lukkede Hypixel ned på grund af nødvedligeholdelse og oplyste, at deres vært var under "storskala DDoS-angreb". Forbindelsesproblemer blev rapporteret af spillere, før serveren blev lukket ned, og Hypixel-teamet havde hævdet at have "identificeret problemet med en upstream-udbyder". Serveren forblev efterfølgende lukket i fire dage, før den blev helt genåbnet. I sin erklæring gentog Hypixel-teamet, at de havde "beskæftiget sig med DDoS-angreb i godt 8 år", og at "nylige ændringer hos [deres] vært forårsagede en fejl i [deres] opsætning".

## Guinness verdensrekorder
Den 20. oktober 2017 annoncerede Hypixel, at de havde fire Guinness World Records
| Pris                     | Kategori                                               | Ydeevne                   | Dato            | Resultat | Referencer |
| ------------------------ | ------------------------------------------------------ | ------------------------- | --------------- | -------- | ---------- |
| Guinness verdensrekorder | Mest populære uafhængige server til et videospil       | 64.533 samtidige spillere | 7. juli 2017    | Vandt    |            |
| Guinness verdensrekorder | Mest populære Minecraft-servernetværk                  | 64.533 samtidige spillere | 7. juli 2017    | Vandt    |            |
| Guinness verdensrekorder | De fleste spil på en Minecraft-server                  | 43 spil                   | 11. august 2017 | Vandt    |            |
| Guinness verdensrekorder | Mest unikke spillere logget ind på en Minecraft-server | 11.982.298 spillere       | 24. august 2017 | Vandt    |            |

## Eksterne hevisninger
- Officiel hjemmeside (engelsk)

| Spil | Spire Denne artikel om spil eller lege er en spire som bør udbygges. Du er velkommen til at hjælpe Wikipedia ved at udvide den. |